# .eh
Pour les articles homonymes, voir EH.
.eh est le domaine de premier niveau national réservé pour le Sahara occidental et actuellement inutilisé. Les lettres sont une abréviation de Saguia el-Hamra.
Ces terres peu peuplées du Sahara restent un sujet de dispute entre le Maroc et le Front Polisario depuis 1975. Tout comme les revendications d'indépendance du Sahara occidental, le contrôle de ".eh" reste chaudement disputé.